# ロバート・ガルシア (政治家)
ロバート・ガルシア (英語: Robert García, 1933年1月9日 - ) は、アメリカ合衆国の政治家。1978年から1990年まで下院議員を務めた。

## 経歴
ニューヨーク州ブロンクス区に生まれる。公立学校に通い、1950年にマンハッタンのハーレン高校を卒業した。朝鮮戦争時の1950年から1953年まで陸軍第3歩兵師団で従軍した。
1953年から1957年までニューヨーク市立大学で学ぶ。卒業後は1957年から1965年までIBMでコンピュータ技術者として勤務した。
ガルシアは1966年から1967年までニューヨーク州議会議員を務め、1967年から1978年までニューヨーク州上院議員を務めた。州上院では1975年から1978年まで少数副院内総務であった。1976年には民主党全国大会に代表として出席した。
1978年2月14日、ハーマン・バディロの辞職により生じた議席を獲得、連邦下院議員に選出された。1978年2月21日から約12年間同職を務めたが、ウェドテック・スキャンダルのため1990年1月7日に辞職した。

## 参照
1. ↑  Haslip-Viera, Gabriel; Felix V. Matos Rodriguez, Angelo Falcon (2005). Boricuas In Gotham: Puerto Ricans In The Making Of New York City. Markus Wiener. p. 68. ISBN 1-55876-356-2
2. ↑  Rudin, Ken (2007年6月6日). “The Equal-Opportunity Culture of Corruption”. NPR.org 2007年7月29日閲覧。